# Bentos
Bentosul (din greacă bentos = adâncime, fund) reprezintă totalitatea organismelor vii, animale și vegetale, care trăiesc pe fundul unui bazin de apă (bălți, lacuri, mări și oceane). 
Aceste organisme pot fi:
- fixate (bentos sesil, cuprinde spongieri, corali, crinoidee, alge, arheociatide și blastoidee) sau
- foarte puțin mobile (bentos vagil, include anelide, lamelibranhiate, gastropode, crustacee, trilobiți, gigantostracee și carpoidee).

Organismele vii din bentos servesc ca hrană mai ales pentru animalele care înoată activ și pentru om (alge, stridii, echinoderme, paguri). Organismele care populează bentosul se numesc organisme bentonice.